# Исайчев, Владимир Николаевич
Владимир Николаевич Исайчев (род. 29 января 1942) — государственный и общественный деятель, юрист, Заместитель Председателя Высшего арбитражного суда России, поэт, Секретарь Союза писателей России, Председатель общественного движения «Возвращение к истокам». Заслуженный юрист Российской Федерации (1997).

## Биография
Родился 29 января 1942 года в деревне Сартаково Богородского района Горьковской области.
С 1959 по 1961 год учился в Горьковском техническом училище № 11, затем работал наладчиком автоматических линий цеха автоматов Горьковского автозавода.
С 1962 по 1965 год проходил службу в армии (Кремлёвский полк).
В 1969 году окончил юридический факультет Белорусского государственного университета.
С 1969 по 1970 год работал юрисконсультом Московского областного научно-исследовательского института им. М. В. Владимирского.
С 1970 по 1972 год — консультант, старший инструктор Отдела обобщения практики и инструктирования Госарбитража при Совете Министров СССР. С 1972 по 1981 год являлся главным арбитром Госарбитража при Брестском областном исполнительном комитете Белорусской ССР, с 1982 года — главный государственный арбитр БССР.
С 1989 по 1991 год — первый заместитель Главного государственного арбитра СССР, в 1991—1992 годах — первый заместитель Председателя Высшего арбитражного суда СССР.
В 1992 году назначен судьей Высшего арбитражного суда Российской Федерации и заместителем Председателя Высшего арбитражного суда Российской Федерации.
В январе 2012 года вышел в почётную отставку и назначен советником Председателя Высшего арбитражного суда Российской Федерации

## Государственные награды и звания
- Орден Дружбы (9 февраля 2011 года) — за заслуги в укреплении законности и многолетнюю добросовестную работу[1]
- Орден «Знак Почёта»
- Заслуженный юрист Российской Федерации (9 апреля 1997 года) — за заслуги в укреплении законности и многолетнюю добросовестную работу[2]
- Народный поэт Карачаево-Черкесской Республики
- Медаль «20 лет Победы в Великой Отечественной войне 1941—1945 гг.»
- Медаль «Ветеран труда»
- Медаль «В память 850-летия Москвы»
- Медаль 1000-летия Казани
- Медаль «За заслуги перед судебной системой»
- Медаль «Почетный работник судебной системы»
- Почетный гражданин Богородского района Нижегородской области
- Почётный гражданин Нижегородской области (2011)
- Почетный работник Республики Тува
- Почётная грамота Совета Министров Республики Беларусь (28 января 2002 года) — за значительный личный вклад в укрепление взаимоотношений между Высшим Хозяйственным Судом Республики Беларусь и Высшим Арбитражным Судом Российской Федерации, унификацию законодательства Республики Беларусь и Российской Федерации[3]

## Творческая деятельность
Известный российский поэт, перу которого принадлежат сборники стихов:
- «Романс о романсе» (2001 г.)
- «Откровение» (2002 г.)
- «Возвращение к истокам» (2003 г.)
- «Искрене Ваш» (2004 г.)
- «Рассвет встречаю я с тобою» (2005 г.)
- «Вечность любви» (2007 г.)
- "Цветы танцуют танго (2008 г.)
- «Сказ о Байкале» (2009 г.)
- двухтомник «Избранное» (2010 г.)
- «Сартаково — жемчужина Березополья» (2011 г.)
- «Соловей любви свидетель» (2012 г.)

В 2011 году по поэзии Владимира Исайчева известным болгарским композитором Найденым Андреевым создан музыкально-поэтический спектакль «Откровение». Этим спектаклем в феврале 2011 года открывались Дни России в Болгарии.
В 2012 году на стихи поэта Нижегородским музыкальным камерным театром поставлен музыкально-поэтический спектакль «Возвращение» (муз. найдена Андреева, Болгария, постановка Сергея Сметанина, Санкт-Петербург).
На стихи Владимира Исайчева российскими и зарубежными композиторами написано свыше 100 песен и романсов. Поэт сотрудничает с народым артистом СССР Игорем Лученком, народной артисткой России Лидией Небабой, Александром Морозовым, Александром Журбининым, Марией Бахаревой, Любовью Пузиковой, Сергеем Колмаковым, Бисером Кировым и Найденом Андреевым (Болгария), Лидия Валента (Lidia Valenta, Германия) и др.
По поэзии Исайчева изданы музыкальные альбомы «Жизнь не спеши» и «Осенний бал» Лидии Небабы, «Небесная любовь» Марии Бахаревой, «Свеча и Розы» и «Сокровенное» Бисера Кирова, «Седьмое небо» и «Соловей — любви свидетель» Любови Пузиковой, «Для Вас, женщины» Сергея Колмаковым и сборный нотный альбом «Цветы танцуют танго».

## Награды и звания в области литературы
- Большая литературная премия Союза писателей России «На благо России»,
- медаль Шолохова,
- Золотая Есенинская медаль,
- Пушкинская медаль,
- медаль Грибоедова,
- медаль Чехова и др.,
- медаль Министерства Культуры Болгарии «21 век»,
- диплом и медаль Союза писателей Республики Беларусь «За большой вклад в литературу»,
- Национальная премия «Золотое перо Руси 2012»,
- Всероссийская литературная премия имени А. И. Фатьянова
- Почетный член Союза болгарских писателей,
- действительный член Академии Российской словесности,
- действительный член Международной академии культуры и искусства (Россия),
- почетный член Международной Академии Искусств и науки (Болгария).

## Общественная деятельность
Владимир Исайчев — Председатель Всероссийского общественного движения «Возвращение к истокам», созданного по его инициативе на нижегородской земле в 2003 году.
В рамках этого движения проводится большая работа по возрождению заброшенных источников, колодцев, родников, разрушенных храмов и памятников культуры.
На родине Владимира Исайчева в Нижегородской области ежегодно проводится международный фестиваль фольклорного искусства. В это же время проводится ярмарка — выставка народных ремесел. Также построен этнографический музей с музеем народных промыслов России.
В 2007 году Владимир Исайчев организовал и возглавил экологическую экспедицию на озеро Байкал, которая завершилась первым в мире перелётом через аномальную зону озера Байкал на воздушном шаре «Святая Русь» совместно с путешественником Валентином Ефремовым. Перелёт занесён в книгу рекордов Гинесса.
Этим перелётом участники привлекли внимание мировой общественности, государства и СМИ к экологическим проблемам Байкала.

## Общественные награды
- Орден Сергия Радонежского,
- Орден Серафима Саровского,
- «Звезда Вернадского»,
- Орден «Честь, гордость и слава»,
- Орден «За вклад в культуру»,
- Победитель Российского конкурса в области культуры «Менеджер года — 2011» за проект: международный фольклорный фестиваль «Хрустальный ключ»,
- Высшая Всероссийская юридическая премия «Фемида» за 2012 год